# Risorsa naturale
Una risorsa naturale è un elemento della natura da cui l'essere umano può trarre beneficio per soddisfare i propri bisogni. A ogni risorsa naturale è quindi possibile associare un valore, in funzione della capacità della stessa di soddisfare quel bisogno particolare. Siccome i bisogni umani variano nel tempo, anche l'insieme delle risorse naturali a disposizione variano, divenendo quindi variabile il valore di ogni risorsa naturale stessa. 
Le risorse naturali possono essere classificate in base alla rinnovabilità, alla misurabilità, alla sostituibilità, al loro utilizzo. Al fine di soddisfare i bisogni umani è necessario implementare una gestione delle risorse naturali che punti all'equilibrio tra la conservazione e l'utilizzo delle stesse, in modo tale che le attività umane abbiano uno sviluppo sostenibile.

## Classificazione
Un risorsa naturale può essere classificata secondo diversi criteri.

### Origine
- Risorsa biotica: risorsa vivente presente nella biosfera, quindi in grado di moltiplicarsi. L'efficienza del processo di  moltiplicazione dipende da complesse relazioni degli ecosistemi, pertanto per garantirne la conservazione o l'incremento è necessaria una gestione mirata.[4] A questa categoria appartengono ad esempio le riserve ittiche, le risorse forestali, ma anche i combustibili fossili.
- Risorsa abiotica: risorsa presente nella litosfera e nell'atmosfera in quantità limitata. La disponibilità di queste risorse può essere molto elevata e può essere soggetta a cicli di trasformazione di durata molto variabile.[4] A questa categoria appartengono ad esempio le risorse idriche e le risorse minerarie.

### Rinnovabilità
- Risorsa rinnovabile: che si rigenerano costantemente ovvero non si esauriscono con l'uso e sono dunque sfruttabili con un tasso di utilizzo inferiore o uguale al tasso con il quale la risorsa stessa si rinnova (ad es. vento, radiazione solare, terreno agricolo, alimenti e fibre tessili).
- Risorsa non rinnovabile: come petrolio, carbone, gas naturale, disponibili in quantità finita o limitata ovvero destinate inevitabilmente all'esaurimento nel lungo periodo

## Descrizione
Nel corso della sua storia, il sistema naturale è stato in grado di svilupparsi ed evolvere. Esso ha incrementato la varietà e la disponibilità delle risorse, realizzando sempre maggiore complessità di organizzazione, accumulo e distribuzione di queste. All'inizio della storia della Terra, infatti, erano presenti solo sostanze minerarie ed energia solare. In seguito è avvenuta la formazione di altre importanti risorse come l'aria atmosferica, i mari e le acque continentali. Con lo sviluppo delle forme di vita vegetali e animali ha preso avvio sulla terraferma la formazione del suolo, risorsa fondamentale per lo sviluppo della specie e l'accrescimento di nuove ulteriori risorse (idrocarburi, combustibili fossili).
Nelle economie del mondo antico le principali risorse naturali erano la fertilità della terra, i prodotti agricoli, la pesca e la caccia. A queste si aggiungono le materie prime minerarie (ferro, bronzo, rame) utilizzate in particolar modo per la fabbricazione di utensili, armi, eccetera.
La disponibilità e qualità delle risorse costituiscono condizione essenziale per il sostentamento di tutte le forme di vita animale e vegetale secondo un complesso sistema di equilibri fra utilizzazione, produzione e accumulo. Sulla disponibilità e qualità delle risorse naturali anche l'uomo ha fondato il proprio sviluppo socioeconomico accrescendo in modo eccezionale la capacità di utilizzarle e di modificarle in tempi molto brevi, specie se confrontati con i tempi di crescita delle risorse naturali. Da ciò consegue il duplice rischio per la società di provocare la riduzione della disponibilità e l'alterazione della qualità delle risorse naturali necessarie alla sopravvivenza di molte specie vegetali, animali e dell'uomo.
Il petrolio ed il carbone sono due classici esempi di risorse naturali non riproducibili cioè destinate all'esaurimento. È necessario e urgente individuare sistemi di consumo e di sviluppo diversi che possano essere sostenuti dal sistema delle risorse naturali secondo i suoi ritmi e i suoi tempi. Tale obiettivo, definito come sviluppo sostenibile, potrebbe essere conseguito se le attività umane fossero strutturate secondo schemi a ciclo chiuso, in modo da utilizzare soltanto quantitativi limitati di risorse, prevedendo, la modifica della qualità delle risorse di base (aria, acqua, suolo, vegetazione, fauna) attraverso l'applicazione dei criteri derivanti dall'individuazione della ricettività ambientale.
La disponibilità o meno di risorse energetiche è un fattore che pesa in maniera significativa sulla ricchezza economica di uno Stato rendendolo più o meno autosufficiente o autarchico in fatto di approvvigionamento e sfruttamento di tali risorse nonché sulla possibilità di vendita di materie prime all'estero sotto forma di esportazioni con effetto diretto sulla bilancia commerciale. Buona parte delle diversità di ricchezza tra Stati e parte delle tensioni politiche a livello mondiale sono causate proprio da una diversa distribuzione di risorse naturali, che è dunque non omogenea.

### Risorse idriche
Con tale termine si fa riferimento alla disponibilità di acqua dolce sulla terraferma ad uso agricolo e come fabbisogno umano-industriale ed animale attraverso le sorgenti idriche, fiumi, laghi, reti idriche e riserve idriche nel sottosuolo (falde acquifere). Si tratta di una risorsa vitale per la biosfera assieme all'ossigeno, tendenzialmente rinnovabile in quanto strettamente dipendente dal ciclo dell'acqua e dipendente anche dalla permeabilità e sfruttamento dei suoli e dal livello di antropizzazione del territorio. L'acqua dolce non è una risorsa globale, a differenza dell'ossigeno, bensì regionale, disponibile nell'ambito di specifici bacini idrografici ed è soggetta a limiti di diversa natura. Questi limiti si possono essere stagionali, legati cioè alla capacità delle riserve nella stagione secca, determinati dai tassi di ricarica delle falde acquifere o da quelli di scioglimento delle nevi. Una scarsità di risorse idriche in rapporto alla popolazione mondiale emergente in talune aree del globo è un tema dibattuto specie in rapporto ai temuti cambiamenti climatici. Un ulteriore limite, non legato alla quantità, ma alla qualità delle risorse idriche è l'inquinamento.
Come evidenziato da Donella Meadows, Dennis Meadows e Jørgen Randers in "I nuovi limiti dello sviluppo", "l'acqua è, di tutte, la risorsa meno sostituibile e più essenziale. I suoi limiti vincolano altri flussi necessari di alimenti, energia, piante e animali selvatici. L'estrazione di altri prodotti (alimentari, minerali e forestali) può limitare ulteriormente la quantità o la qualità dell'acqua. In tutto il mondo, in un numero crescente di bacini idrografici, i limiti sono stati già certamente superati"

### Risorse minerarie
Sono parte delle materie prime disponibili sul nostro pianeta attraverso un lavoro di estrazione dalla crosta terrestre e dagli oceani a mezzo di risorse energetiche (ferro, rame, zinco, nichel, terre rare, silicio, metalli preziosi ecc.). Rappresentano dunque la fonte iniziale attraverso la cui lavorazione, trasformazione e utilizzo nei beni o prodotti di ogni giorno si permette la produzione di ricchezza o valore nonché materiali utilizzati a loro volta per la realizzazione di macchinari adibiti alla trasformazione di altre materie prime in prodotti finiti destinati al consumo nella società.
Si tratta di risorse naturali utilizzate in maniera intensiva nella società moderna a partire dalla prima rivoluzione industriale e per le quali sussistono, in alcuni casi, seri dubbi sul loro sfruttamento sostenibile specie in un contesto di scarso riciclo alla fine del ciclo di vita del prodotto finale. La loro limitata disponibilità a basso costo in rapporto alla crescente domanda ha portato, in alcuni casi, alla crescita sensibile del loro valore sul mercato della materie prime (es. rame).

### Risorse energetiche
Con la rivoluzione industriale, avviata a partire dal XVIII secolo, le fonti di energia convenzionali (legna) divennero non più sufficienti al nuovo sviluppo e così iniziò lo sfruttamento sempre più intensivo dei combustibili fossili, dapprima il carbone per arrivare poi al petrolio ed al gas naturale. Le riserve di questi combustibili fossili, formatisi nel nostro pianeta durante le ere geologiche, seppure presenti in grandi quantità, sono limitate ed appartengono alle "fonti esauribili" di energia come anche i minerali metalliferi e i prodotti per l'edilizia. Con la crisi petrolifera degli anni settanta del XX secolo nasce il problema energetico mondiale, con una nuova sensibilizzazione sull'uso razionale delle risorse, la ricerca di nuove fonti di energia alternative ai combustibili fossili e lo sviluppo di nuove tecnologie che favoriscano il risparmio energetico, problematiche destinate ad acuirsi sul finire del millennio e negli anni 2000 anche per le crescenti preoccupazioni intorno ai cambiamenti climatici in atto.
Le più promettenti forme di energia alternativa sono:
- l'energia nucleare;
- l'energia solare derivabile dall'irraggiamento del Sole al suolo;
- l'energia eolica derivabile dallo sfruttamento dei venti;
- l'energia idroelettrica;
- l'energia geotermica con cui viene utilizzato il vapore acqueo proveniente dal sottosuolo soprattutto nelle zone geologicamente attive;
- l'energia da biomasse proveniente da boschi e foreste naturali, piante coltivate e rifiuti organici;
- l'energia delle maree grazie alla quale, mediante lo sfruttamento del moto ondoso degli oceani e dei flussi di marea, si generano grandi quantità di energia.

Grande sviluppo hanno avuto gli impianti fotovoltaici che sono capaci di trasformare direttamente l'energia solare in energia elettrica.
Nella società contemporanea, infine, il concetto di risorsa naturale è stato esteso anche alla risorsa ambientale, come la conservazione della biodiversità, la lotta all'inquinamento, la tutela del paesaggio, ecc.
Un esempio, in tal senso, di risorse naturali è rappresentato dalle riserve marine, che definiscono gli ambienti marini, costituite da acque, fondali e tratti di costa peculiari.

### Risorse biologiche
Sono tutto ciò che proviene dalla biosfera e dal mondo animale sotto forma di risorse coltivabili o sfruttabili (mari, foreste, pascoli, suolo agricolo) e che contribuiscono a dar vita ai prodotti alimentari (carne, pesce, frutta e ortaggi) immessi nella catena alimentare umana e animale stessa come fabbisogno primario di sopravvivenza. Fanno parte di questa categoria anche il legname come materiale da costruzione, e i materiali tessili prodotti dal mondo animale e vegetale destinati in massima parte all'abbigliamento. Una particolare risorsa naturale biologica e vitale è l'acqua sia per uso agricolo e industriale sia per uso alimentare sotto forma di acqua potabile. Un dibattito ricorrente esiste sulla disponibilità di queste risorse in relazione alla crescente popolazione mondiale nonché sull'impatto di queste sulle condizioni di vita generali (vedi malthusianesimo).

### Risorse rinnovabili
Le risorse rinnovabili, sia di materia sia di energia, sono risorse naturali che, per caratteristiche naturali o per effetto della coltivazione dell'uomo, si rinnovano nel tempo e risultano, quindi, disponibili per la sopravvivenza umana pressoché indefinitamente cioè non esauribili.
Per quanto attiene alle risorse "coltivabili" - quali foreste, pascoli e suolo agricolo - il mantenimento delle caratteristiche di rinnovabilità dipende dall'abilità e dall'attenzione del coltivatore.
Una risorsa rinnovabile si dice anche "sostenibile", se il tasso di riproduzione della medesima è uguale o superiore a quello di utilizzo. Tale concetto implica la necessità di un uso razionale delle risorse rinnovabili ed è particolarmente importante per quelle risorse - quali, ad esempio, le forestali - per le quali la disponibilità non è indefinita, rispetto ai tempi d'evoluzione della civiltà umana sulla Terra, quali invece, ad esempio, le fonti solari o eoliche.
Le risorse rinnovabili presentano numerosi vantaggi, di cui i maggiori sono senza dubbio l'assenza di emissioni inquinanti durante il loro utilizzo (per questo sono dette “fonti pulite”) e la loro inesauribilità. L'utilizzo di queste fonti non ne pregiudica la disponibilità nel futuro e sono preziosissime risorse per creare energia riducendo al minimo l'impatto ambientale. In questo modo si tutela la natura nel rispetto delle prossime generazioni e, oltretutto, si limitano i costi di produzione e distribuzione di energia.
Per quanto riguarda le risorse rinnovabili di tipo energetico, si considerano tali (più propriamente fonti):
- l'irraggiamento solare (per produrre energia termica e elettrica);
- il vento (fonte eolica d'elettricità);
- le biomasse (combustione per generazione termica e cogenerazione di calore ed elettricità);
- i salti d'acqua (fonte idroelettrica);
- le maree e le correnti marine in genere;
- il calore terrestre, nelle aree con anomalie positive geotermiche

In senso lato, si possono considerare "fonti" rinnovabili anche i "pozzi" termici utilizzabili per il raffrescamento passivo degli edifici: aria (se a temperatura inferiore a quella dell'ambiente da raffrescare - raffrescamento microclimatico); terreno (raffrescamento geotermico); acqua nebulizzata (raffrescamento evaporativo); cielo notturno (raffrescamento radiativo).
Le fonti di energia rinnovabili associate a tali risorse sono quindi l'energia idroelettrica, quella solare, eolica, marina e geotermica, ovvero quelle fonti il cui utilizzo attuale non ne pregiudica la disponibilità nel futuro. Al contrario, le energie "non rinnovabili", sia per avere lunghi periodi di formazione, di molto superiori a quelli di consumo attuale (in particolare fonti fossili quali petrolio, carbone, gas naturale), sia per essere presenti in riserve non inesauribili sulla scala dei tempi umana (in particolare l'isotopo 235 dell'uranio, l'elemento attualmente più utilizzato per produrre energia nucleare), sono limitate nel futuro.
Esse sono ancora allo stadio di ipotesi o in fase di sviluppo; non è quindi sempre chiaro il loro costo a regime, nonché il reale potenziale o peso sul fabbisogno di energia elettrica mondiale rispetto alle fonti di energia tradizionali quali combustibili fossili ed energia nucleare, vuoi anche per la non programmabilità di alcune di queste fonti (come fotovoltaico e eolico).
È importante sottolineare come le forme di energia presenti sul nostro pianeta hanno quasi tutte origine dall'irraggiamento solare, ad eccezione dell'energia nucleare, geotermica e delle maree. Senza il Sole non ci sarebbe infatti il vento, causato dal non uniforme riscaldamento delle masse d’aria, e con esso l'energia eolica. L'energia delle biomasse è energia solare immagazzinata chimicamente, attraverso il processo della fotosintesi clorofilliana. L'energia idroelettrica, che sfrutta le cadute d'acqua, non esisterebbe senza il ciclo dell'acqua dall'evaporazione alla pioggia, innescato dal Sole. Anche i combustibili fossili (carbone, petrolio, gas naturale) derivano dall'energia del sole immagazzinata nella biomassa milioni di anni fa attraverso il processo della fotosintesi clorofilliana, ma non sono rinnovabili in tempi storici.